# Danh sách di sản văn hóa Tây Ban Nha được quan tâm ở quần đảo Baleares
Danh sách di sản văn hóa Tây Ban Nha được quan tâm ở quần đảo Baleares.

## Các di sản liên quan đến nhiều thành phố
| Tên                                                         | Dạng                | Địa điểm                                  | Tọa độ                                        | Số hồ sơ tham khảo? | Ngày nhận danh hiệu? | Hình ảnh                                                                                 |
| ----------------------------------------------------------- | ------------------- | ----------------------------------------- | --------------------------------------------- | ------------------- | -------------------- | ---------------------------------------------------------------------------------------- |
| Camí Cavalls (Camino Caballos)                              | Di tích Dân tộc học | Varios municipios de Menorca              |                                               | RI-51-0000641       | 28-06-2002           | Cami de Cavalls (Camino de Caballos) · Upload image                                      |
| Sistema hidráulico Fuente Mestre Pere và Acequia Na Cerdana | Di tích Dân tộc học | Bunyola, Palma de Mallorca và Valldemossa | 39°39′30″B 2°39′33″Đ / 39,658404°B 2,659201°Đ | RI-51-0012021       | 07-07-2008           | Sistema hidráulico de la Fuente de Mestre Pere y la Acequia de Na Cerdana · Upload image |

## Di tích theo thành phố

### A

#### Alaró(Mallorca)
Xem: Danh sách di sản văn hóa Tây Ban Nha được quan tâm ở Alaró

#### Alaior(Alaior)(Menorca)
Xem: Danh sách di sản văn hóa Tây Ban Nha được quan tâm ở Alayor

#### Alcúdia(Alcúdia)(Mallorca)
Xem: Danh sách di sản văn hóa Tây Ban Nha được quan tâm ở Alcudia

#### Algaida(Mallorca)
Xem: Danh sách di sản văn hóa Tây Ban Nha được quan tâm ở Algaida

#### Andratx(Andraitx o Andratx)(Mallorca)
Xem: Danh sách di sản văn hóa Tây Ban Nha được quan tâm ở Andrach

#### Ariany, Tây Ban Nha(Mallorca)
| Tên                                       | Dạng                         | Địa điểm                                                             | Tọa độ                                                     | Số hồ sơ tham khảo? | Ngày nhận danh hiệu? | Hình ảnh                                   |
| ----------------------------------------- | ---------------------------- | -------------------------------------------------------------------- | ---------------------------------------------------------- | ------------------- | -------------------- | ------------------------------------------ |
| Quần thể tiền sử Son Nivorra              | Di tích Khảo cổ học          | Ariany                                                               | 39°39′00″B 3°08′43″Đ / 39,65001°B 3,145313°Đ               | RI-51-0002551       | 10-09-1966           | Upload image                               |
| Cruz Quảng trường Cruz                    | Di tích Hành trình           | Ariany Plaza de la Cruz                                              | 39°38′55″B 3°06′35″Đ / 39,648599°B 3,109645°Đ              | RI-51-0010250       | 25-09-1998           | Cruz de la Plaza de la Cruz · Upload image |
| Hang Sa Canova d'Ariany                   | Di tích Khảo cổ học          | Ariany                                                               | 39°39′26″B 3°06′44″Đ / 39,657264°B 3,112222°Đ              | RI-51-0002532       | 10-09-1966           | Upload image                               |
| Hang Son Bacs                             | Di tích Khảo cổ học          | Ariany Son Bacs                                                      | 39°39′04″B 3°05′33″Đ / 39,651055°B 3,092409°Đ              | RI-51-0002538       | 10-09-1966           | Upload image                               |
| Hang Son Boscanet                         | Di tích Khảo cổ học          | Ariany Son Boscanet                                                  | 39°41′15″B 3°10′05″Đ / 39,687552°B 3,168017°Đ              | RI-51-0002540       | 10-09-1966           | Upload image                               |
| Hang Son Nivorra (Ses Cases)              | Di tích Khảo cổ học          | Ariany Detrás de las casas de Son Nivorra                            | 39°38′58″B 3°08′44″Đ / 39,649469°B 3,145545°Đ              | RI-51-0002553       | 10-09-1966           | Upload image                               |
| Habitación prehistórica Son Huguet Dalt   | Di tích Khảo cổ học          | Ariany                                                               | 39°39′13″B 3°09′19″Đ / 39,653709°B 3,155334°Đ              | RI-51-0002545       | 10-09-1966           | Upload image                               |
| Tàn tích tiền sử Sa Cabaneta              | Di tích Khảo cổ học          | Ariany                                                               | 39°41′41″B 3°11′11″Đ / 39,694642°B 3,186357°Đ              | RI-51-0002530       | 10-09-1966           | Upload image                               |
| Tàn tích tiền sử Son Nivorra (Es Torrent) | Di tích Khảo cổ học          | Ariany                                                               | 39°39′02″B 3°08′40″Đ / 39,650462°B 3,14437°Đ               | RI-51-0002552       | 10-09-1966           | Upload image                               |
| Talayote Son Boscà (Talayote d'en Manera) | Di tích Khảo cổ học Talayote | Ariany                                                               | 39°40′41″B 3°09′28″Đ / 39,678106°B 3,157849°Đ              | RI-51-0002539       | 10-09-1966           | Upload image                               |
| Talayote Son Rullàn Nou                   | Di tích Khảo cổ học Talayote | Ariany                                                               | 39°38′20″B 3°08′02″Đ / 39,63895°B 3,133753°Đ               | RI-51-0002555       | 10-09-1966           | Upload image                               |
| Cruz les Voltes Son Bonany                | Di tích                      | Ariany A la entrada del pueblo por la carretera de María de la Salut | 39°39′14″B 3°06′01″Đ / 39,654006924328°B 3,1003975868225°Đ | RI-51-0010251       | 25-09-1998           | Upload image                               |
| Cruz Quảng trường Iglesia                 | Di tích                      | Ariany                                                               |                                                            | RI-51-0010252       | 25-09-1998           | Upload image                               |

#### Artà(Artà)(Mallorca)
Xem: Danh sách di sản văn hóa Tây Ban Nha được quan tâm ở Artá

### B

#### Banyalbufar(Banyalbufar)(Mallorca)
Xem: Danh sách di sản văn hóa Tây Ban Nha được quan tâm ở Bañalbufar

#### Binissalem(Binissalem)(Mallorca)
| Tên                                             | Dạng                 | Địa điểm  | Tọa độ                                        | Số hồ sơ tham khảo? | Ngày nhận danh hiệu? | Hình ảnh                                                 |
| ----------------------------------------------- | -------------------- | --------- | --------------------------------------------- | ------------------- | -------------------- | -------------------------------------------------------- |
| Quần thể Histórico Artístico Ciudad             | Khu phức hợp lịch sử | Binisalem | 39°41′18″B 2°50′36″Đ / 39,688226°B 2,843446°Đ | RI-53-0000286       | 02-03-1983           | Conjunto Histórico Artístico de la Ciudad · Upload image |
| Can Sabater                                     | Di tích              | Binisalem |                                               | RI-51-0009354       | 07-07-1997           | Upload image                                             |
| Hang Can Pere Antoni                            | Di tích              | Binisalem |                                               | RI-51-0001817       | 10-09-1966           | Upload image                                             |
| Talayote Borneta (Es Claper des Moros)          | Di tích              | Binisalem |                                               | RI-51-0001816       | 10-09-1966           | Upload image                                             |
| Talayote Es Velar (Es Clapers des Moros)        | Di tích              | Binisalem |                                               | RI-51-0001818       | 10-09-1966           | Upload image                                             |
| Talayote Sa Terra Grossa (Can Marilla)          | Di tích              | Binisalem |                                               | RI-51-0001819       | 10-09-1966           | Upload image                                             |
| Antigua Cruz Can Gelabert hay Cruz Camí Biniali | Di tích              | Binisalem |                                               | RI-51-0010256       | 25-09-1998           | Upload image                                             |
| Cruz (Sin Denominación)                         | Di tích              | Binisalem |                                               | RI-51-0010257       | 25-09-1998           | Upload image                                             |

#### Búger(Mallorca)
| Tên                                     | Dạng               | Địa điểm                            | Tọa độ                                      | Số hồ sơ tham khảo? | Ngày nhận danh hiệu? | Hình ảnh     |
| --------------------------------------- | ------------------ | ----------------------------------- | ------------------------------------------- | ------------------- | -------------------- | ------------ |
| Cruz Virgen Rosser, hay Cas Mestre      | Di tích Hành trình | Búger Calle Mayor / Calle Esperanza | 39°45′31″B 2°59′04″Đ / 39,7586°B 2,984494°Đ | RI-51-0010259       | 25-09-1998           | Upload image |
| Cruz D'en Pons                          | Di tích            | Búger                               |                                             | RI-51-0010262       | 25-09-1998           | Upload image |
| Cruz Sa Tafona                          | Di tích            | Búger                               |                                             | RI-51-0010263       | 25-09-1998           | Upload image |
| Cruz Son Pauló                          | Di tích            | Búger                               |                                             | RI-51-0010261       | 25-09-1998           | Upload image |
| Cruz Sant Crist, hay Cruz Can Perico    | Di tích            | Búger                               |                                             | RI-51-0010260       | 25-09-1998           | Upload image |
| Tàn tích Tiền sử Ca S'eixamer (Es Puig) | Di tích            | Búger                               |                                             | RI-51-0001820       | 10-09-1966           | Upload image |
| Talayote Sa Mata Grossa                 | Di tích            | Búger                               |                                             | RI-51-0001821       | 10-09-1966           | Upload image |
| Tambor antigua Cruz Dels Abeuradors     | Di tích            | Búger                               |                                             | RI-51-0010258       | 25-09-1998           | Upload image |

#### Bunyola(Bunyola)(Mallorca)
| Tên                                                   | Dạng                     | Địa điểm | Tọa độ                                       | Số hồ sơ tham khảo? | Ngày nhận danh hiệu? | Hình ảnh                            |
| ----------------------------------------------------- | ------------------------ | -------- | -------------------------------------------- | ------------------- | -------------------- | ----------------------------------- |
| Nhà ở Raixa                                           | Di tích Kiến trúc dân sự | Buñola   | 39°40′50″B 2°40′23″Đ / 39,680448°B 2,67296°Đ | RI-51-0007343       | 16-12-1993           | Casas de Raixa · Upload image       |
| Jardín Alfabia                                        | Jardín histórico         | Buñola   | 39°42′59″B 2°41′33″Đ / 39,716397°B 2,69254°Đ | RI-52-0000031       | 05-02-1954           | Jardín de la Alfabia · Upload image |
| Sa Cruz                                               | Di tích                  | Buñola   |                                              | RI-51-0010265       | 14-03-1963           | Upload image                        |
| Cruz Dels Llevadossos                                 | Di tích                  | Buñola   |                                              | RI-51-0010264       | 25-09-1998           | Upload image                        |
| Đồi Fortificada Cals Reis (Sa Talaia)                 | Di tích                  | Buñola   |                                              | RI-51-0001822       | 10-09-1966           | Upload image                        |
| Coma-sema                                             | Di tích                  | Buñola   |                                              | RI-51-0008361       | 30-11-1993           | Coma-sema · Upload image            |
| Habitación Prehistórica Coma-sema (S'era Vella)       | Di tích                  | Buñola   |                                              | RI-51-0001826       | 10-09-1966           | Upload image                        |
| Tàn tích Tiền sử Cals Reis (Ses Coves)                | Di tích                  | Buñola   |                                              | RI-51-0001823       | 10-09-1966           | Upload image                        |
| Tàn tích Tiền sử Es Castellet                         | Di tích                  | Buñola   |                                              | RI-51-0001824       | 10-09-1966           | Upload image                        |
| Tàn tích Tiền sử Son Palou (Forn Calç Des Bosc)       | Di tích                  | Buñola   |                                              | RI-51-0001829       | 10-09-1966           | Upload image                        |
| Tàn tích Tiền sử Son Palou (Porxo Des Porcs Des Bosc) | Di tích                  | Buñola   |                                              | RI-51-0001828       | 10-09-1966           | Upload image                        |
| Tàn tích Tiền sử Son Vidal (Es Tancat)                | Di tích                  | Buñola   |                                              | RI-51-0001831       | 10-09-1966           | Upload image                        |
| Talayote Coma-sema (Es Pins Sa Bassa)                 | Di tích                  | Buñola   |                                              | RI-51-0001825       | 10-09-1966           | Upload image                        |
| Talayote Es Pujol                                     | Di tích                  | Buñola   |                                              | RI-51-0001827       | 10-09-1966           | Upload image                        |
| Talayote Son Perot (Sa Llegitima)                     | Di tích                  | Buñola   |                                              | RI-51-0001830       | 10-09-1966           | Upload image                        |
| Teix. Nhà Rey Sancho                                  | Di tích                  | Buñola   |                                              | RI-51-0008362       | 30-11-1993           | Upload image                        |

### C

#### Calvià(Calvià)(Mallorca)
Xem: Danh sách di sản văn hóa Tây Ban Nha được quan tâm ở Calviá

#### Campanet(Mallorca)
| Tên                                                     | Dạng                                              | Địa điểm | Tọa độ                                          | Số hồ sơ tham khảo? | Ngày nhận danh hiệu? | Hình ảnh                                        |
| ------------------------------------------------------- | ------------------------------------------------- | -------- | ----------------------------------------------- | ------------------- | -------------------- | ----------------------------------------------- |
| Cantera Antigua Son Corró (Tanca Puig)                  | Di tích                                           | Campanet |                                                 | RI-51-0001882       | 10-09-1966           | Upload image                                    |
| Nhà hoang San Miguel Campanet                           | Di tích Kiến trúc tôn giáo Kiểu: Kiến trúc Gothic | Campanet | 39°47′35″B 2°57′48″Đ / 39,793156°B 2,963417°Đ   | RI-51-0004312       | 07-12-1978           | Ermita de San Miguel de Campanet · Upload image |
| Quần thể Tiền sử Gabelli Petit (Es Clapers Des Dobbers) | Di tích                                           | Campanet | 39°47′58″B 2°57′41″Đ / 39,7994569°B 2,9612896°Đ | RI-51-0001877       | 10-09-1966           | Upload image                                    |
| Conjuto Tiền sử Biniatró (Puig D`avall)                 | Di tích                                           | Campanet | 39°48′57″B 2°58′13″Đ / 39,8158023°B 2,9703301°Đ | RI-51-0001875       | 10-09-1966           | Upload image                                    |
| Cruz D'es Son Massanet                                  | Di tích                                           | Campanet |                                                 | RI-51-0010268       | 25-09-1998           | Upload image                                    |
| Cruz Menestralia                                        | Di tích                                           | Campanet |                                                 | RI-51-0010270       | 25-09-1998           | Upload image                                    |
| Cruz Son Pocos (Cruz oratorio San Miguel)               | Di tích                                           | Campanet |                                                 | RI-51-0010267       | 25-09-1998           | Upload image                                    |
| Cruz Carrer Major                                       | Di tích                                           | Campanet |                                                 | RI-51-0010269       | 25-09-1998           | Upload image                                    |
| Hang Albaraiet (Can Bernat)                             | Di tích                                           | Campanet |                                                 | RI-51-0001874       | 10-09-1966           | Upload image                                    |
| Hang Massana                                            | Di tích                                           | Campanet |                                                 | RI-51-0001878       | 10-09-1966           | Upload image                                    |
| Hang Sa Mata Grossa                                     | Di tích                                           | Campanet |                                                 | RI-51-0001879       | 10-09-1966           | Upload image                                    |
| Habitación Prehistórica Santiani Gran                   | Di tích                                           | Campanet |                                                 | RI-51-0001880       | 10-09-1966           | Upload image                                    |
| Tàn tích Tiền sử Coll Des Cocons                        | Di tích                                           | Campanet |                                                 | RI-51-0001876       | 10-09-1966           | Upload image                                    |
| Talayote Son Corró (Es Puig)                            | Di tích                                           | Campanet |                                                 | RI-51-0001881       | 10-09-1966           | Upload image                                    |

#### Campos, Mallorca(Mallorca)
Xem: Danh sách di sản văn hóa Tây Ban Nha được quan tâm ở Campos

#### Capdepera(Mallorca)
Xem: Danh sách di sản văn hóa Tây Ban Nha được quan tâm ở Capdepera

#### Ciutadella(Ciutadella de Menorca)(Menorca)
Xem: Danh sách di sản văn hóa Tây Ban Nha được quan tâm ở Ciudadela

#### Consell(Mallorca)
| Tên                                   | Dạng               | Địa điểm | Tọa độ                                        | Số hồ sơ tham khảo? | Ngày nhận danh hiệu? | Hình ảnh     |
| ------------------------------------- | ------------------ | -------- | --------------------------------------------- | ------------------- | -------------------- | ------------ |
| Cruz Cementerio                       | Di tích Hành trình | Consell  | 39°40′18″B 2°48′54″Đ / 39,671794°B 2,814917°Đ | RI-51-0010278       | 25-09-1998           | Upload image |
| Nghĩa địa Mainou                      | Di tích            | Consell  |                                               | RI-51-0001996       | 10-09-1966           | Upload image |
| Tàn tích Tiền sử Son Jordi (Es Velar) | Di tích            | Consell  |                                               | RI-51-0001997       | 10-09-1966           | Upload image |

#### Costitx(Mallorca)
| Tên                                           | Dạng                | Địa điểm | Tọa độ                                       | Số hồ sơ tham khảo? | Ngày nhận danh hiệu? | Hình ảnh     |
| --------------------------------------------- | ------------------- | -------- | -------------------------------------------- | ------------------- | -------------------- | ------------ |
| Cruz Calle Sa Lluna                           | Di tích Hành trình  | Costitx  | 39°39′31″B 2°57′02″Đ / 39,65865°B 2,950538°Đ | RI-51-0010279       | 25-09-1998           | Upload image |
| Hang Can Venta                                | Di tích Khảo cổ học | Costitx  |                                              | RI-51-0002003       | 10-09-1966           | Upload image |
| Đồi Fortificada Es Pujol                      | Di tích             | Costitx  |                                              | RI-51-0002005       | 10-09-1966           | Upload image |
| Cruz Camí Lloret                              | Di tích             | Costitx  |                                              | RI-51-0010280       | 25-09-1998           | Upload image |
| Hang Sa Garriga (Vịnh nhỏ Mestre Perico)      | Di tích             | Costitx  |                                              | RI-51-0002004       | 10-09-1966           | Upload image |
| Hang Son Pujau                                | Di tích             | Costitx  |                                              | RI-51-0002008       | 10-09-1966           | Upload image |
| Habitación Prehistórica Cam Rom               | Di tích             | Costitx  |                                              | RI-51-0002002       | 10-09-1966           | Upload image |
| Khu dân cư Amurallado Can Auiam (Es Turossot) | Di tích             | Costitx  |                                              | RI-51-0002001       | 10-09-1966           | Upload image |
| Tàn tích Tiền sử Can Coranta                  | Di tích             | Costitx  |                                              | RI-51-0001999       | 10-09-1966           | Upload image |
| Tàn tích Tiền sử Can Nou                      | Di tích             | Costitx  |                                              | RI-51-0002000       | 10-09-1966           | Upload image |
| Tàn tích Tiền sử Son Corró (Can Feril)        | Di tích             | Costitx  |                                              | RI-51-0002006       | 10-09-1966           | Upload image |
| Tàn tích Tiền sử Son Corró (Can Gallet)       | Di tích             | Costitx  |                                              | RI-51-0002007       | 10-09-1966           | Upload image |
| Talayote L'antigor (Es Cementeri Des Moros)   | Di tích             | Costitx  |                                              | RI-51-0001998       | 10-09-1966           | Upload image |
| Talayote Son Vispó                            | Di tích             | Costitx  |                                              | RI-51-0002009       | 10-09-1966           | Upload image |
| Talayote Binifat                              | Di tích             | Costitx  |                                              | RI-51-0001177       | 08-02-1946           | Upload image |

### D

#### Deià(Deià)(Mallorca)
Xem: Danh sách di sản văn hóa Tây Ban Nha được quan tâm ở Deyá

### E

#### Es Migjorn Gran(Menorca)
| Tên                                                             | Dạng                               | Địa điểm                                                      | Tọa độ                                        | Số hồ sơ tham khảo? | Ngày nhận danh hiệu? | Hình ảnh                                    |
| --------------------------------------------------------------- | ---------------------------------- | ------------------------------------------------------------- | --------------------------------------------- | ------------------- | -------------------- | ------------------------------------------- |
| Khu định cư và nghĩa địa Son Pons                               | Di tích Khảo cổ học                | Es Migjorn Gran                                               | 39°56′35″B 4°03′37″Đ / 39,943172°B 4,060325°Đ | RI-51-0003716       | 10-09-1966           | Upload image                                |
| Khu định cư và nghĩa địa Torrevella d'en Jordi Marc (Ses Cases) | Di tích Khảo cổ học                | Es Migjorn Gran                                               | 39°56′34″B 4°01′59″Đ / 39,942857°B 4,033141°Đ | RI-51-0003725       | 10-09-1966           | Upload image                                |
| Hang Coloms                                                     | Di tích Cueva natural              | Es Migjorn Gran Binigaus Vell                                 | 39°55′57″B 4°02′20″Đ / 39,932533°B 4,038872°Đ | RI-51-0003660       | 10-09-1966           | Cueva Des Coloms · Upload image             |
| Hipogeo Sant Adeodat                                            | Di tích Khảo cổ học Hipogeo        | Es Migjorn Gran Sant Adeodat, s'Ermita                        | 39°55′33″B 4°01′46″Đ / 39,925788°B 4,029431°Đ | RI-51-0003689       | 10-09-1966           | Upload image                                |
| Molino hidraúlico sa Vall                                       | Di tích Etnología                  | Es Migjorn Gran Barranco de sa Vall o de Son Boter            | 39°55′19″B 4°03′13″Đ / 39,922075°B 4,053642°Đ | RI-51-0006908       | 24-02-1993           | Molino hidraúlico de sa Vall · Upload image |
| Nghĩa địa Son Carabassa (Ses Cases)                             | Di tích Khảo cổ học Necrópolis     | Es Migjorn Gran                                               | 39°56′41″B 4°00′35″Đ / 39,944625°B 4,009596°Đ | RI-51-0003713       | 10-09-1966           | Upload image                                |
| Sala hipóstila Son Carabassa                                    | Di tích Khảo cổ học Sala hipóstila | Es Migjorn Gran Son Carabassa, tanca des Forn de Calç         | 39°56′08″B 4°00′37″Đ / 39,935428°B 4,010141°Đ | RI-51-0003708       | 10-09-1966           | Upload image                                |
| Talayote ses Fonts-redones Baix                                 | Di tích Khảo cổ học Talayote       | Es Migjorn Gran Fonts-redones de Baix, tanca des forn de calç | 39°57′49″B 4°03′16″Đ / 39,963566°B 4,054335°Đ | RI-51-0003667       | 10-09-1966           | Upload image                                |
| Tanca des Pou                                                   | Di tích Khảo cổ học                | Es Migjorn Gran Sant Tomàs                                    |                                               | RI-51-0003707       | 10-09-1966           | Upload image                                |

#### Escorca(Mallorca)
Xem: Danh sách di sản văn hóa Tây Ban Nha được quan tâm ở Escorca

#### Esporles(Esporles)(Mallorca)
| Tên                                                     | Dạng                       | Địa điểm | Tọa độ                                          | Số hồ sơ tham khảo? | Ngày nhận danh hiệu? | Hình ảnh     |
| ------------------------------------------------------- | -------------------------- | -------- | ----------------------------------------------- | ------------------- | -------------------- | ------------ |
| Khu dân cư amurallado Canet (Es Corral Flas Ses Planes) | Di tích Khảo cổ học        | Esporlas | 39°39′54″B 2°36′51″Đ / 39,664958°B 2,614179°Đ   | RI-51-0002049       | 10-09-1966           | Upload image |
| Talayote Sa Granja (S'ossera)                           | Di tích Văn hóa talayótica | Esporlas | 39°40′16″B 2°33′46″Đ / 39,671083°B 2,562867°Đ   | RI-51-0002052       | 10-09-1966           | Upload image |
| Nghĩa địa Canet (Pleta Can Garrit)                      | Di tích                    | Esporlas |                                                 | RI-51-0002050       | 10-09-1966           | Upload image |
| Nghĩa địa Son Quint (Puig Des Moros)                    | Di tích                    | Esporlas | 39°39′46″B 2°35′39″Đ / 39,6628143°B 2,5940851°Đ | RI-51-0002059       | 10-09-1966           | Upload image |
| Tàn tích Tiền sử Miralles                               | Di tích                    | Esporlas | 39°39′49″B 2°36′18″Đ / 39,6635572°B 2,6050319°Đ | RI-51-0002054       | 10-09-1966           | Upload image |
| Tàn tích Tiền sử Sa Granja (Racó Banyalbufar)           | Di tích                    | Esporlas | 39°40′15″B 2°33′40″Đ / 39,6708°B 2,561217°Đ     | RI-51-0002053       | 10-09-1966           | Upload image |
| Tàn tích Tiền sử Son Llabrés                            | Di tích                    | Esporlas |                                                 | RI-51-0002057       | 10-09-1966           | Upload image |
| Talayote Son Cabaspre                                   | Di tích                    | Esporlas | 39°41′09″B 2°35′31″Đ / 39,6859057°B 2,5919978°Đ | RI-51-0002055       | 10-09-1966           | Upload image |
| Talayote Son Malferit (Es Caragol)                      | Di tích                    | Esporlas |                                                 | RI-51-0002058       | 10-09-1966           | Upload image |
| Talayote Son Tugores (Puig Ses Forques)                 | Di tích                    | Esporlas |                                                 | RI-51-0002060       | 10-09-1966           | Upload image |
| Đồi Fortificada Son Dameto (Es Bosc)                    | Di tích                    | Esporlas | 39°40′45″B 2°34′45″Đ / 39,6791801°B 2,5790545°Đ | RI-51-0002056       | 10-09-1966           | Upload image |

#### Estellencs(Estellencs)(Mallorca)
| Tên                                  | Dạng                 | Địa điểm    | Tọa độ                                       | Số hồ sơ tham khảo? | Ngày nhận danh hiệu? | Hình ảnh                                         |
| ------------------------------------ | -------------------- | ----------- | -------------------------------------------- | ------------------- | -------------------- | ------------------------------------------------ |
| Quần thể Histórico Estellenchs       | Khu phức hợp lịch sử | Estellenchs | 39°39′14″B 2°28′52″Đ / 39,65396°B 2,481112°Đ | RI-53-0000617       | 22-01-2007           | Conjunto Histórico de Estellenchs · Upload image |
| Can Telm Alemany                     | Di tích              | Estellenchs |                                              | RI-51-0008417       | 30-11-1993           | Upload image                                     |
| Es Collet                            | Di tích              | Estellenchs |                                              | RI-51-0008419       | 30-11-1993           | Upload image                                     |
| Hort D'En Xeu                        | Di tích              | Estellenchs |                                              | RI-51-0008418       | 30-11-1993           | Upload image                                     |
| Tháp Fortificada. Nhà thờ Parroquial | Di tích              | Estellenchs |                                              | RI-51-0008420       | 30-11-1993           | Upload image                                     |

### F

#### Felanitx(Felanitx)(Mallorca)
Xem: Danh sách di sản văn hóa Tây Ban Nha được quan tâm ở Felanich

#### Ferreries(Ferreries)(Menorca)
Xem: Danh sách di sản văn hóa Tây Ban Nha được quan tâm ở Ferrerías

#### Formentera(Formentera)
| Tên                                       | Dạng                        | Địa điểm                        | Tọa độ                                        | Số hồ sơ tham khảo? | Ngày nhận danh hiệu? | Hình ảnh                                |
| ----------------------------------------- | --------------------------- | ------------------------------- | --------------------------------------------- | ------------------- | -------------------- | --------------------------------------- |
| Camino Sa Pujada                          | Di tích Camino empedrado    | Formentera                      | 38°40′22″B 1°31′13″Đ / 38,672863°B 1,520233°Đ | RI-51-0006983       | 26-12-1993           | Upload image                            |
| Capilla Sa Tanca Vella                    | Di tích Kiến trúc tôn giáo  | Formentera San Francisco Javier | 38°42′17″B 1°25′48″Đ / 38,704659°B 1,429923°Đ | RI-51-0008217       | 30-09-1993           | Upload image                            |
| Castellum Romanum Can Blei                | Khu khảo cổ                 | Formentera Es Caló              | 38°40′54″B 1°29′51″Đ / 38,681686°B 1,497364°Đ | RI-51-0000449       | 20-10-1994           | Upload image                            |
| Formentera                                | Khu phức hợp lịch sử        | Formentera                      | 38°41′46″B 1°27′13″Đ / 38,696152°B 1,453561°Đ | RI-53-0000350       | 10-05-1996           | Formentera · Upload image               |
| Parque natural ses Salines                | Khu phức hợp lịch sử        | Formentera                      | 38°44′23″B 1°26′13″Đ / 38,739691°B 1,436841°Đ | RI-53-0000561       | 16-07-2004           | Salinas de Formentera · Upload image    |
| Pozo Lạch Saona                           | Di tích                     | Formentera                      | 38°41′28″B 1°23′32″Đ / 38,69112°B 1,392168°Đ  | RI-51-0006876       | 08-07-1992           | Upload image                            |
| Pozo ses Roques                           | Di tích                     | Formentera                      | 38°41′53″B 1°28′09″Đ / 38,698093°B 1,469207°Đ | RI-51-0006874       | 08-07-1992           | Upload image                            |
| Pozo Verro                                | Di tích                     | Formentera                      | 38°40′33″B 1°31′19″Đ / 38,675877°B 1,522025°Đ | RI-51-0006873       | 08-07-1992           | Upload image                            |
| Pozos Formentera hay Aljub Poble          | Di tích                     | Formentera San Francisco Javier | 38°40′09″B 1°32′57″Đ / 38,669067°B 1,549255°Đ | RI-51-0006875       | 08-07-1992           | Upload image                            |
| Tháp Cap Berberia hay Tháp des Garroveret | Di tích Kiến trúc phòng thủ | Formentera San Francisco Javier | 38°38′38″B 1°23′47″Đ / 38,643772°B 1,396508°Đ | RI-51-0008597       | 30-11-1993           | Torre de Cap de Berberia · Upload image |
| Tháp Gavina                               | Di tích Kiến trúc phòng thủ | Formentera San Francisco Javier | 38°43′03″B 1°22′55″Đ / 38,717579°B 1,381938°Đ | RI-51-0008599       | 30-11-1993           | Torre de la Gavina · Upload image       |
| Tháp Punta Prima                          | Di tích Kiến trúc phòng thủ | Formentera San Francisco Javier | 38°43′22″B 1°28′15″Đ / 38,7229°B 1,470709°Đ   | RI-51-0008598       | 30-11-1993           | Torre de Punta Prima · Upload image     |
| Tháp Pi Catalá                            | Di tích Kiến trúc phòng thủ | Formentera San Francisco Javier | 38°41′14″B 1°27′05″Đ / 38,687176°B 1,451408°Đ | RI-51-0008596       | 30-11-1993           | Torre del Pi del Catalá · Upload image  |
| Tháp Sa Tháp                              | Di tích Kiến trúc phòng thủ | Formentera San Francisco Javier | 38°47′05″B 1°25′05″Đ / 38,784851°B 1,417923°Đ | RI-51-0008600       | 30-11-1993           | Torre Sa Torreta · Upload image         |

#### Fornalutx(Mallorca)
| Tên                                       | Dạng                        | Địa điểm  | Tọa độ                                        | Số hồ sơ tham khảo? | Ngày nhận danh hiệu? | Hình ảnh                        |
| ----------------------------------------- | --------------------------- | --------- | --------------------------------------------- | ------------------- | -------------------- | ------------------------------- |
| Balitx D'Avall                            | Di tích Kiến trúc quân sự   | Fornalutx | 39°48′52″B 2°44′27″Đ / 39,814553°B 2,740718°Đ | RI-51-0008433       | 30-11-1993           | Balitx D'Avall · Upload image   |
| Binibassi                                 | Di tích Kiến trúc phòng thủ | Fornalutx | 39°46′38″B 2°43′44″Đ / 39,777347°B 2,728874°Đ | RI-51-0008434       | 30-11-1993           | Binibassi · Upload image        |
| Tháp Na Seca (Cingle D'en Amer)           | Di tích Kiến trúc phòng thủ | Fornalutx | 39°49′30″B 2°44′12″Đ / 39,824878°B 2,736623°Đ | RI-51-0008432       | 30-11-1993           | Torre de Na Seca · Upload image |
| Cruz Fornalutx                            | Di tích                     | Fornalutx |                                               | RI-51-0010293       | 25-09-1998           | Upload image                    |
| Hang Es Racó Sa Fèus (S'Olivar D'en Mora) | Di tích                     | Fornalutx |                                               | RI-51-0002107       | 10-09-1966           | Upload image                    |
| Hang Es Ròfols (Sa Cova Des Còdol)        | Di tích                     | Fornalutx |                                               | RI-51-0002108       | 10-09-1966           | Upload image                    |

### I

#### Ibiza(Eivissa)(Ibiza)
| Tên                                     | Dạng                              | Địa điểm                               | Tọa độ                                                     | Số hồ sơ tham khảo? | Ngày nhận danh hiệu? | Hình ảnh                                                |
| --------------------------------------- | --------------------------------- | -------------------------------------- | ---------------------------------------------------------- | ------------------- | -------------------- | ------------------------------------------------------- |
| Almudaina(Lâu đài Ibiza)                | Di tích Kiến trúc quân sự Lâu đài | Ibiza                                  | 38°54′23″B 1°26′11″Đ / 38,906431°B 1,436293°Đ              | RI-51-0008601       | 30-11-1993           | Almudaina · Upload image                                |
| Antiguas Tường thành và Tháp Campanario | Di tích Kiến trúc phòng thủ       | Ibiza                                  | 38°54′25″B 1°26′13″Đ / 38,906918°B 1,436979°Đ              | RI-51-0001114       | 22-01-1942           | Antiguas Murallas y Torre del Campanario · Upload image |
| Nhà Broner                              | Di tích                           | Ibiza Callejón de Sa Penya, 15         | 38°54′31″B 1°26′23″Đ / 38,908722°B 1,439709°Đ              | RI-51-0010654       | 19-02-2001           | Casa Broner · Upload image                              |
| Ibiza (đô thị)                          | Khu phức hợp lịch sử              | Ibiza                                  | 38°54′27″B 1°26′08″Đ / 38,907394°B 1,435646°Đ              | RI-53-0000100       | 13-02-1969           | Ciudad de Ibiza · Upload image                          |
| Bảo tàng Khảo cổ Ibiza                  | Di tích Kiến trúc dân sự          | Ibiza Plaça de la Seu, 3 07800 Eivissa | 38°54′23″B 1°26′11″Đ / 38,9062926°B 1,4363645°Đ            | RI-51-0001312       | 01-03-1962           | Museo Arqueológico de Ibiza · Upload image              |
| Nghĩa địa cartaginesas ở Ibiza          | Khu khảo cổ                       | Ibiza Calle de la Vía Romana, 31       | 38°54′25″B 1°26′12″Đ / 38,906937°B 1,436537°Đ              | RI- 55 - 0000011    | 03-06-1931           | Necrópolis Púnica Puig Des Molins · Upload image        |
| Teatro Pereira                          | Di tích Kiến trúc dân sự          | Ibiza Calle del Conde de Rosselló, 3   | 38°54′33″B 1°26′06″Đ / 38,909118134165°B 1,4349925518036°Đ | RI-51-0010653       | 19-02-2001           | Teatro Pereira · Upload image                           |

#### Inca, Tây Ban Nha(Mallorca)
Xem: Danh sách di sản văn hóa Tây Ban Nha được quan tâm ở Inca

### L

#### Ses Salines(Ses Salines)(Mallorca)
| Tên          | Dạng                        | Địa điểm    | Tọa độ                                        | Số hồ sơ tham khảo? | Ngày nhận danh hiệu? | Hình ảnh     |
| ------------ | --------------------------- | ----------- | --------------------------------------------- | ------------------- | -------------------- | ------------ |
| Es Torrent   | Di tích Cueva arte rupestre | Las Salinas | 39°19′58″B 3°03′04″Đ / 39,332908°B 3,051134°Đ | RI-51-0002684       | 10-09-1966           | Upload image |
| Los Antigors | Di tích Cueva arte rupestre | Las Salinas | 39°19′47″B 3°03′21″Đ / 39,329842°B 3,055785°Đ | RI-51-0002683       | 10-09-1966           | Upload image |

#### Lloseta(Mallorca)
| Tên                                      | Dạng                       | Địa điểm | Tọa độ                                       | Số hồ sơ tham khảo? | Ngày nhận danh hiệu? | Hình ảnh                         |
| ---------------------------------------- | -------------------------- | -------- | -------------------------------------------- | ------------------- | -------------------- | -------------------------------- |
| Nghĩa địa Son Canales                    | Di tích Khảo cổ học        | Lloseta  |                                              | RI-51-0002145       | 10-09-1966           | Upload image                     |
| Đồi Fortificada Filicomís (Es Castellot) | Di tích                    | Lloseta  |                                              | RI-51-0002142       | 10-09-1966           | Upload image                     |
| Hang Es Filicomís (Can Patos)            | Di tích                    | Lloseta  |                                              | RI-51-0002143       | 10-09-1966           | Upload image                     |
| Nghĩa địa Ayamans                        | Di tích                    | Lloseta  |                                              | RI-51-0002141       | 10-09-1966           | Upload image                     |
| Nghĩa địa Es Morrull                     | Di tích                    | Lloseta  |                                              | RI-51-0002144       | 10-09-1966           | Upload image                     |
| Nghĩa địa Son Ramón                      | Di tích                    | Lloseta  |                                              | RI-51-0002146       | 10-09-1966           | Upload image                     |
| Oratorio Cocó                            | Di tích Kiến trúc tôn giáo | Lloseta  | 39°42′43″B 2°51′43″Đ / 39,71196°B 2,861869°Đ | RI-51-0006832       | 24-02-1993           | Oratorio del Cocó · Upload image |
| Palacio và Jardínes Ayamans              | Di tích                    | Lloseta  |                                              | RI-51-0006830       | 30-12-1992           | Upload image                     |

### M

#### Mancor de la Vall(Mancor de la Vall)(Mallorca)
| Tên                                | Dạng                                   | Địa điểm         | Tọa độ                                        | Số hồ sơ tham khảo? | Ngày nhận danh hiệu? | Hình ảnh     |
| ---------------------------------- | -------------------------------------- | ---------------- | --------------------------------------------- | ------------------- | -------------------- | ------------ |
| Hang Montaura                      | Di tích Khảo cổ học                    | Mancor del Valle | 39°44′30″B 2°51′56″Đ / 39,741612°B 2,865512°Đ | RI-51-0002411       | 10-09-1966           | Upload image |
| Nhà thờ Santa Lucía (Mancor Valle) | Di tích Kiến trúc tôn giáo             | Mancor del Valle | 39°45′03″B 2°51′58″Đ / 39,750777°B 2,86605°Đ  | RI-51-0011116       | 06-10-2004           | Upload image |
| Talayote Es Clot des Dinets        | Di tích Khảo cổ học Văn hóa talayótica | Mancor del Valle | 39°45′15″B 2°52′23″Đ / 39,754082°B 2,872947°Đ | RI-51-0002410       | 10-09-1966           | Upload image |
| Massanella                         | Di tích                                | Mancor del Valle |                                               | RI-51-0008472       | 30-11-1993           | Upload image |
| Tafona Son Morro                   | Di tích                                | Mancor del Valle |                                               | RI-51-0005276       | 11-03-1994           | Upload image |
| Sa Cruz                            | Di tích                                | Mancor del Valle |                                               | RI-51-0010323       | 25-09-1998           | Upload image |

#### Maria de la Salut(Maria de la Salut)(Mallorca)
| Tên                                                    | Dạng                | Địa điểm          | Tọa độ                                        | Số hồ sơ tham khảo? | Ngày nhận danh hiệu? | Hình ảnh     |
| ------------------------------------------------------ | ------------------- | ----------------- | --------------------------------------------- | ------------------- | -------------------- | ------------ |
| Tàn tích tiền sử Es Gassons (Es Castellots)            | Di tích Khảo cổ học | María de la Salud | 39°40′42″B 3°04′38″Đ / 39,678376°B 3,077275°Đ | RI-51-0002413       | 10-09-1966           | Upload image |
| Hang Montblanc (Cas Garriguer)                         | Di tích             | María de la Salud |                                               | RI-51-0002414       | 10-09-1966           | Upload image |
| Habitaciones Prehistóricas Montblanc (Ses Rotes Noves) | Di tích             | María de la Salud |                                               | RI-51-0002416       | 10-09-1966           | Upload image |
| Khu dân cư Amurallado Es Velar                         | Di tích             | María de la Salud |                                               | RI-51-0002420       | 10-09-1966           | Upload image |
| Tàn tích Tiền sử Rafal Roig                            | Di tích             | María de la Salud |                                               | RI-51-0002417       | 10-09-1966           | Upload image |
| Tàn tích Tiền sử Sa Pleta D`en Cotó                    | Di tích             | María de la Salud |                                               | RI-51-0002415       | 10-09-1966           | Upload image |
| Ruínas Prehistórcas Ses Tarragones                     | Di tích             | María de la Salud |                                               | RI-51-0002419       | 10-09-1966           | Upload image |
| Ruínas Prehistóricas Son Perot Des Clapers             | Di tích             | María de la Salud |                                               | RI-51-0002418       | 10-09-1966           | Upload image |

#### Marratxí(Marratxí)(Mallorca)
Xem: Danh sách di sản văn hóa Tây Ban Nha được quan tâm ở Marrachí

#### Es Mercadal(Es Mercadal)(Menorca)
Xem: Danh sách di sản văn hóa Tây Ban Nha được quan tâm ở Mercadal

#### Montuïri(Montuïri)(Mallorca)
Xem: Danh sách di sản văn hóa Tây Ban Nha được quan tâm ở Montuiri

#### Muro, Baleares(Mallorca)
Xem: Danh sách di sản văn hóa Tây Ban Nha được quan tâm ở Muro

### P

#### Palma de Mallorca(Mallorca)
Xem: Danh sách di sản văn hóa Tây Ban Nha được quan tâm ở Palma de Mallorca

#### Petra, Baleares(Mallorca)
Xem: Danh sách di sản văn hóa Tây Ban Nha được quan tâm ở Petra

#### Pollença(Pollença)(Mallorca)
Xem: Danh sách di sản văn hóa Tây Ban Nha được quan tâm ở Pollensa

#### Porreres(Porreres)(Mallorca)
Xem: Danh sách di sản văn hóa Tây Ban Nha được quan tâm ở Porreras

#### Puigpunyent(Puigpunyent)(Mallorca)
| Tên                                   | Dạng                | Địa điểm   | Tọa độ                                        | Số hồ sơ tham khảo? | Ngày nhận danh hiệu? | Hình ảnh     |
| ------------------------------------- | ------------------- | ---------- | --------------------------------------------- | ------------------- | -------------------- | ------------ |
| Es Piconar                            | Di tích Khảo cổ học | Puigpuñent | 39°38′24″B 2°32′00″Đ / 39,639956°B 2,533335°Đ | RI-51-0002679       | 10-09-1966           | Upload image |
| Conques                               | Di tích             | Puigpuñent |                                               | RI-51-0008493       | 30-11-1993           | Upload image |
| Nhà Des Moro                          | Di tích             | Puigpuñent |                                               | RI-51-0002672       | 10-09-1966           | Upload image |
| Es Casat Nou                          | Di tích             | Puigpuñent |                                               | RI-51-0002673       | 10-09-1966           | Upload image |
| Na Beiana                             | Di tích             | Puigpuñent |                                               | RI-51-0002669       | 10-09-1966           | Upload image |
| S'establit                            | Di tích             | Puigpuñent |                                               | RI-51-0002678       | 10-09-1966           | Upload image |
| S'hort D'avall                        | Di tích             | Puigpuñent |                                               | RI-51-0002671       | 10-09-1966           | Upload image |
| Sa Nhà Des Gegant                     | Di tích             | Puigpuñent |                                               | RI-51-0002677       | 10-09-1966           | Upload image |
| Ses Barraques                         | Di tích             | Puigpuñent |                                               | RI-51-0002668       | 10-09-1966           | Upload image |
| Ses Cases                             | Di tích             | Puigpuñent |                                               | RI-51-0002680       | 10-09-1966           | Upload image |
| Ses Casotes                           | Di tích             | Puigpuñent |                                               | RI-51-0002674       | 10-09-1966           | Upload image |
| Ses Parets Des Moros                  | Di tích             | Puigpuñent |                                               | RI-51-0002670       | 10-09-1966           | Upload image |
| Son Cotoner D'amunt                   | Di tích             | Puigpuñent |                                               | RI-51-0002675       | 10-09-1966           | Upload image |
| Son Fava                              | Di tích             | Puigpuñent |                                               | RI-51-0002676       | 10-09-1966           | Upload image |
| Son Puig                              | Di tích             | Puigpuñent |                                               | RI-51-0008494       | 30-11-1993           | Upload image |
| Son Serralta (Límite Con Son Cotoner) | Di tích             | Puigpuñent |                                               | RI-51-0002681       | 10-09-1966           | Upload image |
| Tanca S'era (Puigpuñent/Puigpunyent)  | Di tích             | Puigpuñent |                                               | RI-51-0002682       | 10-09-1966           | Upload image |

### S

#### Sant Antoni de Portmany(Sant Antoni de Portmany)(Ibiza)
| Tên                                                                | Dạng                 | Địa điểm                  | Tọa độ                                                     | Số hồ sơ tham khảo? | Ngày nhận danh hiệu? | Hình ảnh                                                                               |
| ------------------------------------------------------------------ | -------------------- | ------------------------- | ---------------------------------------------------------- | ------------------- | -------------------- | -------------------------------------------------------------------------------------- |
| Quần thể Iglesias San Antonio, San Rafael, San Mateo và Santa Inés | Khu phức hợp lịch sử | San Antonio Abad          | 39°01′54″B 1°23′51″Đ / 39,031565°B 1,3975°Đ                | RI-53-0000348       | 10-05-1996           | Conjunto de Iglesias de San Rafael, San Antonio, San Mateo y Santa Inés · Upload image |
| Quần thể San Rafael                                                | Khu phức hợp lịch sử | San Antonio Abad          | 38°57′40″B 1°28′38″Đ / 38,9612°B 1,477162°Đ                | RI-53-0000348       | 10-05-1996           | Conjunto de Iglesias de San Rafael, San Antonio, San Mateo y Santa Inés · Upload image |
| Quần thể San Mateo                                                 | Khu phức hợp lịch sử | San Antonio Abad          | 39°02′20″B 1°22′56″Đ / 39,0389°B 1,3822°Đ                  | RI-53-0000348       | 10-05-1996           | Conjunto de Iglesias de San Rafael, San Antonio, San Mateo y Santa Inés · Upload image |
| Quần thể Santa Inés                                                | Khu phức hợp lịch sử | San Antonio Abad          | 39°02′18″B 1°20′10″Đ / 39,038253°B 1,33613°Đ               | RI-53-0000348       | 10-05-1996           | Conjunto de Iglesias de San Rafael, San Antonio, San Mateo y Santa Inés · Upload image |
| Capilla subterránea Santa Inés                                     | Di tích              | San Antonio Abad          | 38°59′31″B 1°18′36″Đ / 38,991841771531°B 1,3099533319473°Đ | RI-51-0001609       | 24-04-1964           | Capilla subterránea de Santa Inés · Upload image                                       |
| Tháp Artillada                                                     | Di tích              | San Antonio Abad          | 38°58′52″B 1°18′16″Đ / 38,981025°B 1,3045°Đ                | RI-51-0008608       | 30-11-1993           | Torre Artillada · Upload image                                                         |
| Tháp Can Figueretes                                                | Di tích              | San Antonio Abad          | 38°59′12″B 1°19′53″Đ / 38,98675°B 1,331317°Đ               | RI-51-0008607       | 30-11-1993           | Upload image                                                                           |
| Quần thể Tiền sử Centro                                            | Di tích              | San Antonio Abad Conejera | 38°59′09″B 1°12′36″Đ / 38,985833387402°B 1,2100410461426°Đ | RI-51-0003030       | 10-09-1966           | Upload image                                                                           |
| Quần thể Tiền sử Norte                                             | Di tích              | San Antonio Abad Conejera | 38°59′36″B 1°12′49″Đ / 38,993305221577°B 1,2134742736816°Đ | RI-51-0003029       | 10-09-1966           | Upload image                                                                           |
| Quần thể Tiền sử Sur                                               | Di tích              | San Antonio Abad Conejera | 38°58′42″B 1°12′48″Đ / 38,978360764499°B 1,2133026123047°Đ | RI-51-0003031       | 10-09-1966           | Upload image                                                                           |
| Tháp Sa Torre                                                      | Di tích              | San Antonio Abad          | 38°57′34″B 1°19′45″Đ / 38,95952°B 1,32904°Đ                | RI-51-0008602       | 30-11-1993           | Upload image                                                                           |
| T. Can Mossonet                                                    | Di tích              | San Antonio Abad          | 38°59′32″B 1°19′33″Đ / 38,992164°B 1,325881°Đ              | RI-51-0008603       | 30-11-1993           | Upload image                                                                           |
| T. Des Fornas                                                      | Di tích              | San Antonio Abad          | 38°56′31″B 1°22′02″Đ / 38,942057°B 1,367191°Đ              | RI-51-0008609       | 30-11-1993           | Upload image                                                                           |
| T. Ca Na Portes                                                    | Di tích              | San Antonio Abad          | 38°58′12″B 1°20′21″Đ / 38,970019°B 1,339078°Đ              | RI-51-0008606       | 30-11-1993           | Upload image                                                                           |
| T. Can Figueretes                                                  | Di tích              | San Antonio Abad          | 38°59′12″B 1°19′53″Đ / 38,986744°B 1,331317°Đ              | RI-51-0008605       | 30-11-1993           | Upload image                                                                           |
| Tháp Can Pep Vicent                                                | Di tích              | San Antonio Abad          | 38°58′24″B 1°19′56″Đ / 38,973289°B 1,332092°Đ              | RI-51-0008610       | 30-11-1993           | Upload image                                                                           |

#### Sant Josep de sa Talaia(Sant Josep de sa Talaia)(Ibiza)
Xem: Danh sách di sản văn hóa Tây Ban Nha được quan tâm ở San José

#### Sant Joan(Sant Joan)(Mallorca)
| Tên                                   | Dạng                | Địa điểm | Tọa độ                                        | Số hồ sơ tham khảo? | Ngày nhận danh hiệu? | Hình ảnh     |
| ------------------------------------- | ------------------- | -------- | --------------------------------------------- | ------------------- | -------------------- | ------------ |
| Cruz Consolación                      | Di tích Hành trình  | San Juan | 39°35′25″B 3°02′05″Đ / 39,590384°B 3,034646°Đ | RI-51-0010387       | 25-09-1998           | Upload image |
| Cruz Revull                           | Di tích Hành trình  | San Juan | 39°35′49″B 3°02′41″Đ / 39,596958°B 3,044759°Đ | RI-51-0010388       | 25-09-1998           | Upload image |
| Cruz Barrio Cruz                      | Di tích             | San Juan |                                               | RI-51-0010389       | 25-09-1998           | Upload image |
| Hang Es Calderers (Es Camp Rafal)     | Di tích             | San Juan |                                               | RI-51-0002834       | 10-09-1966           | Upload image |
| Hang Sa Bastida (Ses Coves)           | Di tích             | San Juan |                                               | RI-51-0002833       | 10-09-1966           | Upload image |
| Hang Sa Coveta (Es Camp Vell)         | Di tích             | San Juan |                                               | RI-51-0002836       | 10-09-1966           | Upload image |
| Hang Artificiales Cova Fosca En Maya  | Di tích             | San Juan |                                               | RI-51-0001186       | 08-02-1946           | Upload image |
| Es Castellots                         | Di tích             | San Juan |                                               | RI-51-0002841       | 10-09-1966           | Upload image |
| Nghĩa địa Carrutxa                    | Di tích             | San Juan |                                               | RI-51-0002835       | 10-09-1966           | Upload image |
| Tàn tích Tiền sử Horta (Ses Cases)    | Di tích             | San Juan |                                               | RI-51-0002837       | 10-09-1966           | Upload image |
| Tàn tích Tiền sử Hortella (Ses Cases) | Di tích             | San Juan |                                               | RI-51-0002838       | 10-09-1966           | Upload image |
| Tàn tích Tiền sử Meià Vell (Sa Pleta) | Di tích             | San Juan |                                               | RI-51-0002839       | 10-09-1966           | Upload image |
| Sa Pleta                              | Di tích             | San Juan |                                               | RI-51-0002842       | 10-09-1966           | Upload image |
| Son Barò                              | Di tích             | San Juan |                                               | RI-51-0002843       | 10-09-1966           | Upload image |
| Son Gil                               | Di tích Khảo cổ học | San Juan | 39°34′38″B 3°04′12″Đ / 39,577349°B 3,06994°Đ  | RI-51-0002844       | 10-09-1966           | Upload image |

#### Sant Joan de Labritja(Sant Joan de Labritja)(Ibiza)
| Tên                                   | Dạng                         | Địa điểm                                 | Tọa độ                                                     | Số hồ sơ tham khảo? | Ngày nhận danh hiệu? | Hình ảnh                                                 |
| ------------------------------------- | ---------------------------- | ---------------------------------------- | ---------------------------------------------------------- | ------------------- | -------------------- | -------------------------------------------------------- |
| Sant Joan Labritja                    | Khu phức hợp lịch sử         | San Juan Bautista                        | 39°04′40″B 1°30′49″Đ / 39,077759°B 1,513726°Đ              | RI-53-0000347       | 10-05-1996           | San Juan Bautista · Upload image                         |
| Quần thể Histórico Khu dân cư Balafia | Khu phức hợp lịch sử         | San Juan Bautista San Lorenzo de Balàfia | 39°01′56″B 1°29′03″Đ / 39,03211937423°B 1,4840769767761°Đ  | RI-53-0000356       | 20-12-1996           | Conjunto Histórico del Poblado de Balafia · Upload image |
| Tháp Eubarqueta                       | Di tích Edificio fortificado | San Juan Bautista                        |                                                            | RI-51-0008637       | 30-11-1993           | Upload image                                             |
| Tháp Can Fornas                       | Di tích Edificio fortificado | San Juan Bautista                        |                                                            | RI-51-0008632       | 30-11-1993           | Upload image                                             |
| Tháp Can Pere Na Bet                  | Di tích Edificio fortificado | San Juan Bautista San Lorenzo            | 39°01′56″B 1°29′02″Đ / 39,032253°B 1,483969°Đ              | RI-51-0008633       | 30-11-1993           | Torre de Can Pere de Na Bet · Upload image               |
| Tháp Pere Mosson hay Can Pere Musón   | Di tích Edificio fortificado | San Juan Bautista San Lorenzo            | 39°01′59″B 1°28′48″Đ / 39,032986113784°B 1,4799678325653°Đ | RI-51-0008634       | 30-11-1993           | Torre de Pere Mosson · Upload image                      |
| Tháp Verger                           | Di tích Edificio fortificado | San Juan Bautista San Lorenzo            | 39°02′45″B 1°26′15″Đ / 39,045887°B 1,43753°Đ               | RI-51-0008638       | 30-11-1993           | Upload image                                             |
| Lâu đài Can Bellmunt                  | Di tích Edificio fortificado | San Juan Bautista San Lorenzo            |                                                            | RI-51-0008635       | 30-11-1993           | Upload image                                             |
| Tháp Balafia                          | Di tích                      | San Juan Bautista San Lorenzo            | 39°01′56″B 1°29′02″Đ / 39,032311057932°B 1,4839482307434°Đ | RI-51-0008631       | 30-11-1993           | Torre Balafia · Upload image                             |
| T. Can Mosson hay Balàfia Dalt        | Di tích                      | San Juan Bautista San Lorenzo            | 39°01′58″B 1°28′48″Đ / 39,03285°B 1,480061°Đ               | RI-51-0008604       | 30-11-1993           | Upload image                                             |
| Tháp Portinatx                        | Di tích                      | San Juan Bautista                        | 39°06′48″B 1°30′32″Đ / 39,113463175096°B 1,5088176727295°Đ | RI-51-0008630       | 30-11-1993           | Torre de Portinatx · Upload image                        |
| Tháp Balanzat (Tháp des Molar)        | Di tích                      | San Juan Bautista                        | 39°05′07″B 1°25′57″Đ / 39,085145916468°B 1,4326107501984°Đ | RI-51-0008636       | 30-11-1993           | Torre de Balanzat · Upload image                         |

#### Sant Llorenç des Cardassar(Sant Llorenç des Cardassar)(Mallorca)
Xem: Danh sách di sản văn hóa Tây Ban Nha được quan tâm ở San Lorenzo de Cardessar

#### Sant Lluís(Sant Lluís)(Menorca)
Xem: Danh sách di sản văn hóa Tây Ban Nha được quan tâm ở San Luis

#### Sencelles(Sencelles)(Mallorca)
| Tên                              | Dạng                 | Địa điểm          | Tọa độ                                        | Số hồ sơ tham khảo? | Ngày nhận danh hiệu? | Hình ảnh                                                 |
| -------------------------------- | -------------------- | ----------------- | --------------------------------------------- | ------------------- | -------------------- | -------------------------------------------------------- |
| Quần thể Histórico aldea Biniali | Khu phức hợp lịch sử | Sencelles Biniali | 39°38′29″B 2°51′32″Đ / 39,641447°B 2,858947°Đ | RI-53-0000634       | 09-07-2008           | Conjunto Histórico de la aldea de Biniali · Upload image |

#### Santa Eugènia(Santa Eugènia)(Mallorca)
| Tên         | Dạng                | Địa điểm      | Tọa độ                                       | Số hồ sơ tham khảo? | Ngày nhận danh hiệu? | Hình ảnh     |
| ----------- | ------------------- | ------------- | -------------------------------------------- | ------------------- | -------------------- | ------------ |
| Es Comellar | Di tích Khảo cổ học | Santa Eugenia | 39°37′04″B 2°49′51″Đ / 39,61772°B 2,830789°Đ | RI-51-0002703       | 10-09-1966           | Upload image |

#### Santa Eulària des Riu(Santa Eulària des Riu)(Ibiza)
| Tên                                  | Dạng                      | Địa điểm                                                     | Tọa độ                                                     | Số hồ sơ tham khảo? | Ngày nhận danh hiệu? | Hình ảnh                                                   |
| ------------------------------------ | ------------------------- | ------------------------------------------------------------ | ---------------------------------------------------------- | ------------------- | -------------------- | ---------------------------------------------------------- |
| Nhà Josep Lluís Sert (1968)          | Di tích Arquitectura      | Santa Eulalia del Río Urbanización Can Pep Simó              | 38°55′12″B 1°28′10″Đ / 38,9199369°B 1,4694293°Đ            | RI-51-0010610       | 30-10-2000           | Upload image                                               |
| Tháp Can Ramon d'en Jaume            | Di tích                   | Santa Eulalia del Rio                                        | 39°01′28″B 1°30′48″Đ / 39,024447°B 1,513458°Đ              | RI-51-0008611       | 30-11-1993           | Upload image                                               |
| Quần thể Histórico Santa Eulalia Río | Khu phức hợp lịch sử      | Santa Eulalia del Río                                        | 38°59′01″B 1°31′46″Đ / 38,983701°B 1,52943°Đ               | RI-53-0000346       | 10-05-1996           | Conjunto Histórico de Santa Eulalia del Río · Upload image |
| Tháp Campanitx hay T. den Valls      | Di tích Kiến trúc quân sự | Santa Eulalia del Río Cala de Boix                           | 39°02′05″B 1°37′09″Đ / 39,034611221797°B 1,6190457344055°Đ | RI-51-0008648       | 30-11-1993           | Torre de Campanitx · Upload image                          |
| Tháp Can Blancadona                  | Di tích Kiến trúc quân sự | Santa Eulalia del Río c. ses savines                         | 38°55′40″B 1°25′36″Đ / 38,927886°B 1,426637°Đ              | RI-51-0008644       | 30-11-1993           | Torre de Can Blancadona · Upload image                     |
| Tháp Can Jaumet                      | Di tích Kiến trúc quân sự | Santa Eulalia del Río Sant Carles de Peralta                 | 39°01′28″B 1°30′48″Đ / 39,024439°B 1,513468°Đ              | RI-51-0008651       | 30-11-1993           | Upload image                                               |
| Tháp Can Vidal                       | Di tích Kiến trúc quân sự | Santa Eulalia del Río                                        | 39°00′07″B 1°31′23″Đ / 39,001816°B 1,523183°Đ              | RI-51-0008639       | 30-11-1993           | Torre de Can Vidal · Upload image                          |
| Puig Missa                           | Di tích                   | Santa Eulalia del Río Bastión de la iglesia de Santa Eulalia | 38°59′02″B 1°31′45″Đ / 38,983798°B 1,529175°Đ              | RI-51-0008641       | 30-11-1993           | Torre del puig de Missa · Upload image                     |
| Khu vực Ses Fontanelles              | Di tích                   | Santa Eulalia del Rio                                        | 39°01′17″B 1°17′43″Đ / 39,021471778349°B 1,2952494621277°Đ | RI-51-0000436       | 28-04-1994           | Upload image                                               |

#### Santa Margalida(Santa Margalida)(Mallorca)
| Tên         | Dạng                | Địa điểm        | Tọa độ                                        | Số hồ sơ tham khảo? | Ngày nhận danh hiệu? | Hình ảnh     |
| ----------- | ------------------- | --------------- | --------------------------------------------- | ------------------- | -------------------- | ------------ |
| Binicaubell | Di tích Khảo cổ học | Santa Margarita | 39°42′09″B 3°10′17″Đ / 39,702576°B 3,171436°Đ | RI-51-0002715       | 10-09-1966           | Upload image |

#### Santa María del Camí(Santa Maria del Camí)(Mallorca)
| Tên                                          | Dạng                       | Địa điểm                                             | Tọa độ                                        | Số hồ sơ tham khảo? | Ngày nhận danh hiệu? | Hình ảnh                                                |
| -------------------------------------------- | -------------------------- | ---------------------------------------------------- | --------------------------------------------- | ------------------- | -------------------- | ------------------------------------------------------- |
| Tu viện Nuestra Señora Soledad (Can Conrado) | Di tích Kiến trúc tôn giáo | Santa María del Camino Calle Bernat de Santa Eugenia | 39°39′04″B 2°46′27″Đ / 39,651224°B 2,774063°Đ | RI-51-0005378       | 13-07-1990           | Convento de Nuestra Señora de la Soledad · Upload image |

#### Santanyí(Santanyí)(Mallorca)
| Tên                | Dạng                       | Địa điểm | Tọa độ | Số hồ sơ tham khảo? | Ngày nhận danh hiệu? | Hình ảnh     |
| ------------------ | -------------------------- | -------- | ------ | ------------------- | -------------------- | ------------ |
| Talayote Son Danus | Di tích Văn hóa talayótica | Santañy  |        | RI-51-0001179       | 08-02-1946           | Upload image |

#### Selva, Mallorca(Mallorca)
| Tên       | Dạng                  | Địa điểm | Tọa độ                                        | Số hồ sơ tham khảo? | Ngày nhận danh hiệu? | Hình ảnh     |
| --------- | --------------------- | -------- | --------------------------------------------- | ------------------- | -------------------- | ------------ |
| Sa Comuna | Di tích Arte rupestre | Selva    | 39°47′04″B 2°54′51″Đ / 39,784511°B 2,914245°Đ | RI-51-0002886       | 10-09-1966           | Upload image |

#### Sineu(Mallorca)
| Tên                                                       | Dạng                       | Địa điểm | Tọa độ                                        | Số hồ sơ tham khảo? | Ngày nhận danh hiệu? | Hình ảnh                                         |
| --------------------------------------------------------- | -------------------------- | -------- | --------------------------------------------- | ------------------- | -------------------- | ------------------------------------------------ |
| Nhà thờ và Convento Jesús María (Antiguo Convento Abadía) | Di tích Kiến trúc tôn giáo | Sineu    | 39°38′39″B 3°00′39″Đ / 39,644253°B 3,010722°Đ | RI-51-0011249       | 27-10-2005           | Iglesia y Convento de Jesús María · Upload image |

#### Sóller(Mallorca)
| Tên                              | Dạng                                                 | Địa điểm                                                         | Tọa độ                                        | Số hồ sơ tham khảo? | Ngày nhận danh hiệu? | Hình ảnh                                           |
| -------------------------------- | ---------------------------------------------------- | ---------------------------------------------------------------- | --------------------------------------------- | ------------------- | -------------------- | -------------------------------------------------- |
| Banco Sóller                     | Di tích Kiểu: modernista                             | Sóller Plaza de la Constitución                                  | 39°45′58″B 2°42′56″Đ / 39,766227°B 2,715632°Đ | RI-51-0010615       | 20-12-2000           | Banco de Sóller · Upload image                     |
| Quần thể Histórico Biniaraix     | Khu phức hợp lịch sử                                 | Sóller Biniaraix                                                 | 39°46′16″B 2°44′05″Đ / 39,771056°B 2,734781°Đ | RI-53-0000665       |                      | Conjunto Histórico de Biniaraix · Upload image     |
| Cruz Convento                    | Di tích                                              | Sóller Plazoleta Francisco Saltor, ở escaleras convento Sagrados | 39°45′45″B 2°42′40″Đ / 39,762621°B 2,711014°Đ | RI-51-0010416       | 25-09-1998           | Upload image                                       |
| Nhà thờ Parroquial San Bartolomé | Di tích Kiến trúc tôn giáo Kiểu: Barroco, modernista | Sóller Plaza de la Constitución, 22                              | 39°45′58″B 2°42′56″Đ / 39,766128°B 2,71542°Đ  | RI-51-0011138       | 02-06-2003           | Iglesia Parroquial de San Bartolomé · Upload image |

#### Son Servera(Mallorca)
| Tên                                        | Dạng        | Địa điểm    | Tọa độ | Số hồ sơ tham khảo? | Ngày nhận danh hiệu? | Hình ảnh     |
| ------------------------------------------ | ----------- | ----------- | ------ | ------------------- | -------------------- | ------------ |
| Delimitación Zona Arqueológica Son Servera | Khu khảo cổ | Son Servera |        | RI-55-0011249       | 01-10-2007           | Upload image |

### V

#### Valldemossa(Valldemossa)(Mallorca)
| Tên                                             | Dạng                                    | Địa điểm   | Tọa độ                                        | Số hồ sơ tham khảo? | Ngày nhận danh hiệu? | Hình ảnh                                                     |
| ----------------------------------------------- | --------------------------------------- | ---------- | --------------------------------------------- | ------------------- | -------------------- | ------------------------------------------------------------ |
| Cartuja Valldemosa                              | Khu phức hợp lịch sử Kiến trúc tôn giáo | Valldemosa | 39°42′34″B 2°37′20″Đ / 39,709349°B 2,6221°Đ   | RI-53-0000128       | 08-07-1971           | Cartuja de Valldemosa y sus alrededores · Upload image       |
| Hang Pla Des Pouet (Cueva s'Estret Son Gallard) | Di tích Khảo cổ học                     | Valldemosa | 39°43′41″B 2°37′30″Đ / 39,728065°B 2,624925°Đ | RI-51-0003004       | 10-09-1966           | Cueva de Pla Des Pouet · Upload image                        |
| Hang Ses Vịnh nhỏ Negres                        | Di tích Khảo cổ học                     | Valldemosa | 39°42′57″B 2°35′16″Đ / 39,715774°B 2,587646°Đ | RI-51-0003001       | 10-09-1966           | Cueva de Ses Coves Negres · Upload image                     |
| Tàn tích Tiền sử Sa Coma (Sementer Ca S`hereu)  | Di tích Khảo cổ học                     | Valldemosa | 39°42′35″B 2°37′53″Đ / 39,709615°B 2,631452°Đ | RI-51-0002999       | 10-09-1966           | Tàn tích Tiền sử Sa Coma(Sementer Ca S`hereu) · Upload image |
| Talayote sa Coma (Ses Castanyeres)              | Di tích Văn hóa talayótica              | Valldemosa | 39°42′41″B 2°38′10″Đ / 39,711431°B 2,636109°Đ | RI-51-0003000       | 10-09-1966           | Talayote de sa Coma · Upload image                           |
| Vía antigua Coll Claret                         | Di tích Khảo cổ học                     | Valldemosa |                                               | RI-51-0002998       | 10-09-1966           | Vía antigua del Coll de Claret · Upload image                |

#### Es Castell(Es Castell)(Menorca)
| Tên               | Dạng                  | Địa điểm    | Tọa độ | Số hồ sơ tham khảo? | Ngày nhận danh hiệu? | Hình ảnh     |
| ----------------- | --------------------- | ----------- | ------ | ------------------- | -------------------- | ------------ |
| Biniatap Dalt     | Di tích Arte rupestre | Villacarlos |        | RI-51-0003754       | 10-09-1966           | Upload image |
| Cantera Robadones | Di tích               | Villacarlos |        | RI-51-0009337       | 20-10-1997           | Upload image |

#### Vilafranca de Bonany(Vilafranca de Bonany)(Mallorca)
| Tên                                           | Dạng                       | Địa điểm                                          | Tọa độ                                        | Số hồ sơ tham khảo? | Ngày nhận danh hiệu? | Hình ảnh                                                        |
| --------------------------------------------- | -------------------------- | ------------------------------------------------- | --------------------------------------------- | ------------------- | -------------------- | --------------------------------------------------------------- |
| Nhà ở Sant Martí                              | Di tích Kiến trúc dân sự   | Villafranca de Bonany 1 km al sur de la localidad | 39°33′28″B 3°05′20″Đ / 39,557842°B 3,08888°Đ  | RI-51-0006931       | 10-11-1993           | Casas de Sant Martí · Upload image                              |
| Sa Creu                                       | Di tích Hành trình         | Villafranca de Bonany                             | 39°34′14″B 3°05′38″Đ / 39,570666°B 3,093868°Đ | RI-51- 0010420      | 25-09-1998           | Sa Creu · Upload image                                          |
| Talayote Es Castellot Vell                    | Di tích Văn hóa talayótica | Villafranca de Bonany                             | 39°33′02″B 3°08′52″Đ / 39,550631°B 3,147666°Đ | RI-51-0003021       | 10-09-1966           | Talayote de Es Castellot Vell · Upload image                    |
| Talayote Son Pou Vell (Sa Clova Des LlAndrés) | Di tích Văn hóa talayótica | Villafranca de Bonany                             | 39°33′42″B 3°07′59″Đ / 39,561533°B 3,132929°Đ | RI-51-0003022       | 10-09-1966           | Talayote de Son Pou Vell (Sa Clova Des LlAndrés) · Upload image |